# Koen Barbé
Koen Barbé (Geraardsbergen, 20 gennaio 1981) è un ex ciclista su strada belga professionista dal 2004 al 2013.

## Carriera
Barbé iniziò a correre come professionista nel 2004 con la Vlaanderen-T Interim, ottenne la sua unica vittoria professionistica nel Grand Prix Rudy Dhaenens del 2005.

## Palmarès
- 1999 (Juniores)

Athus
- 2003 (Under-23)

Campionati belgi, Prova in linea Under-23
- 2005 (Chocolade Jacques-T Interim, una vittoria)

Grand Prix Rudy Dhaenens

### Altri successi
- 2006 (Chocolade Jacques-Topsport Vlaanderen)

Omloop van de Gouden Garnaal
- 2007 (Chocolade Jacques-Topsport Vlaanderen)

GP Paul Borremans
- 2011 (Landbouwkrediet)

Omloop Gemeente Melle
Bolinne - Harlue
- 2012 (Landbouwkrediet-Euphony)

Stan Ockers Classic
Memorial Fred De Bruyne
- 2013 (Crelan-Euphony)

Classifica sprint Driedaagse De Panne - Koksijde
Premio combattività Driedaagse De Panne - Koksijde
GP Paul Borremans

## Piazzamenti

### Classiche monumento
- Giro delle Fiandre

2005: ritirato
2006: 80°
2008: ritirato
2009: 90°
2010: 58°
2011: ritirato
2012: 83°
2013: ritirato
- Parigi-Roubaix

2008: 79°
2009: 75°
- Liegi-Bastogne-Liegi

2006: ritirato
2008: ritirato
2012: ritirato